# سفاح التل
سفاحي التل الصفة التي أطلقتها وسائل الإعلام على أحد السفاحين الأمريكيين والذين أصبحوا اثنان فيما بعد وهم من تسببا في إحداث إرهاب بولاية لوس أنجلوس في الفترة التي امتدت بين أكتوبر 1977 وحتى فبراير 1978. وترجع أصل التسمية إلى حقيقة أن الكثير من جثث الضحايا تم اكتشافها بسلسة الجبال التي تحيط بولاية لوس أنجلوس الكبرى. ولكن الشرطة علمت بهما حيث أظهرت وضعية الأجسام بأن شخصين كانا يقتلان الضحايا سوياً، إلا أنها حجبت هذه المعلومات عن الصحافة. وقد عرف فيما بعد بأن هذان الشخصان أبناء عم وهما كينيث بيانكي وأنجلو بيونو واللذان أُدينا لاحقاً بجرائم اختطاف واغتصاب وتعذيب وقتل 10 نساء وفتيات تتراوح أعمارهن بين 12 إلى 28 عامًا.
بدأت جرائم قاتل التل بمقتل ثلاثة أشخاص من العاملون بالجنس حيث وجدوا مخنوقين وملقون عراه بسفح التلال شمال شرق لوس أنجلوس بين أكتوبر ومطلع نوفمبر1977، ولكن لم يتم العثور عليهم حتى قُتلت خمسة سيدات لم يكنّ عاملات بالجنس، ولكنهن فتيات تم اختطفاهن من أحياء سكنية للطبقة المتوسطة وهو ما لفت انتباه وسائل الإعلام وبالتالي انتشار لقب «سفاح التل». وقد عُثر على قتيلين آخرين في ديسمبر وفبراير قبل توقف جرائم القتل بصورة مفاجئة، حيث لم تظهر إحدى التحقيقات الموسعة نتيجة حتى ألقي القبض على بيانكي في يناير 1979 لارتكابه جريمة قتل سيدتين صغيرتين في ولاية واشنطن وما لحق ذلك من ربط بجرائمه السابقة حتى قضية السفاح. وقد تبع ذلك حينها إقامة أحد المحاكمات باهظة التكلفة في تاريخ النظام القانوني بولاية كاليفورنيا، حيث ثُبتت إدانة بيانكي وبيونو في نهاية الأمر بارتكاب هذه الجرائم وحكم عليه بـالسجن مدى الحياة.        

## خلفية
في يناير 1976، غادر كينيث بيانكي روتشستر بنيويورك ثم انتقل إلى لوس أنجلوس، كاليفورنيا للعيش مع ابن عمه أنجلو بيونو. قدم بيونو نموذجاً واضحاً لبيانكي سهل الانقياد، فعندما كان يعاني من ضائقة مالية، جاء بيونو بفكرة الحصول على بعض الفتيات للعمل في البغاء. وقابلت مراهقتين وهما صابرا هانن وبيكي سبيرز، بعد هروبهما من منزلهما، بيانكي وبيونو وبمجرد أن أصبحتا تحت سيطرة السفاحين، أرغما على امتهان البغاء. وقابلت سبيرز في نهاية الأمر، المحامي ديفيد وود الذي فزع مما علمه عن حالتها ورتب لها للهروب من المدينة. وهربت حانن من بيانكي وبيونو بعد مرور فترة قصيرة، وقد شجعها في ذلك هروب سبيرز. وبعد خسارة الدخل الذي كان يحصلان عليه من القوادة، فكان عليهم البحث عن المزيد من الفتيات المراهقات. وفي النهاية عثروا على فتيات أخريات عن طريق انتحال شخصيات ضباط شرطة، ووضعهن في غرفة الفتيات السابقات. كما أشتروا من أحد الباغيات التي تدعى ديبورا نوبل «قائمة خداع» بأسماء الرجال الذين يتعاملن مع الباغيات بشكل متكرر. وقد أعطت ديبورا وصديقتها يولندا واشنطن قائمة الخداع إلى بيونو في أكتوبر عام 1977.  

## جرائم القتل

### يولندا واشنطن
حدثت أن يولندا أخبرت لبيونو أنها عملت دوماً بامتداد محدد من شارع الغروب. وعندما وجدا كلً من بيانكي وبيونو أن ديبورا خدعتهم بشأن القائمة دون أن يتمكنوا من العثور عليها، فقرروا الانتقام من يولندا. وتم العثور عليها ملقاه عارية في 18 أكتوبر 1977، على التل بالقرب من طريق فنتورا السريع وتم استدعاء المحقق فرانك سلايرنو بقسم شرطة لوس أنجلوس إلى موقع ارتكاب الجريمة. كما حدد المحققون أن الجثة تم غسلها قبل إلقائها ووجدت آثار غير واضحة حول الرقبة والمعصمين والكاحلين حيث استخدم حبلاً وأن الضحية تعرضت للاغتصاب.

### جودي ميلر
في 1 نوفمبر عام 1977، تم طلب الشرطة للحضور إلى ساحة قيادة ألتا في لا كريسنتا، وهي أحد الأحياء السكنية التي تبعد 12 ميل شمال وسط البلد بلوس أنجلوس، حيث عثر على أحد الفتيات المراهقات عارية الجسد ووجهها مواجهاً لطريق المنتزه بالمنطقة السكنية للطبقة المتوسطة. وقد غطاها مالك المنزل بغطاء مشمع في الساعات الأولى من الصباح لمنع أطفال الحي السكني من رؤيتها وهم ذاهبون إلى المدرسة. ووجدت آثار تقييد حول رقبتها ومعصميها وكاحليها وهو ما يبين لرجال الشرطة بأنها كانت مقيدة وتم خنقها ثم ألقي الجسد، وهو ما يشير إلى أنها قتلت في مكان آخر. كما عثر المحقق سلايرنو على قطع صغيرة من الزغب على جفنها، فاحتفظ بها لخبراء علم الأدلة الجنائية. وقد أورد تقرير محقق الوفيات تفاصيل أخرى عن تعرضها للاغتصاب واللواط. وتم التعرف على الفتاه في نهاية الأمر، التي وصفت بأنها " صغيرة ونحيفة وتزن حوالي 90 رطلاً وتبدو أنها في 16 من عمرها، بأنها في 15 من عمرها وتدعى جوديث لاين ميلر، طالبة سابقة في مدرسة هوليود الثانوية وفارّة وعادة ما اشتغلت عاملة جنس. شوهدت جوديث للمرة الأخيرة في 31 أكتوبر 1977 تتحدث إلى رجل يقود سيارة سيدان ضخمة ذات اللونين في شارع الغروب بالقرب من شركة كارنيز إكسبرس المحدودة. وأدعى السفاحين أنهما ضابطان سريان، وقيدوها ثم اقتادوها إلى محل بيونس للمفروشات في شارع كولورادو بغلينديل حيث قتلت.